# 彩亭石桥
彩亭石桥，位于中国河北省唐山市彩亭桥村，为唐山市玉田县的一个省级文物保护单位，类型为古建筑，公布时间为2001年2月7日。
彩亭石桥的历史年代为金。